# Jerzy Marcinko
Jerzy Marcinko (ur. 1952) – polski samorządowiec, przedsiębiorca oraz urzędnik samorządowy i komunalny, od 1979 do 1988 naczelnik Radymna, od 1995 do 1998 wicewojewoda przemyski.

## Życiorys
Pochodzi z Radymna. Ukończył studia z geografii ekonomicznej na Uniwersytecie Jagiellońskim oraz podyplomowe studia administracji, organizacji i zarządzania.
Od 1979 przez 9 lat sprawował funkcję naczelnika miasta i gminy Radymno. Łącznie pełnił funkcję radnego na różnych szczeblach przez 26 lat (w radzie gminy i miasta Radymno, sejmiku województwa przemyskiego oraz radzie powiatu jarosławskiego). Od 1988 do 1992 i ponownie od 1994 do 1995 zatrudniony w Urzędzie Wojewódzkim w Przemyślu m.in. jako dyrektor Wydziału Rozwoju Gospodarczego. W latach 1992–1994 prowadził działalność gospodarczą. W latach 1995–1998 przedostatni wicewojewoda przemyski u boku Stanisława Bajdy do spraw gospodarczych. W 1997 kandydował do Senatu w okręgu przemyskim z listy Sojuszu Lewicy Demokratycznej, zdobywając 3. miejsce spośród 9 kandydatów i 30 649 głosów. Przez 6 lat kierował oddziałem PKO BP w Przemyślu. W latach 2004–2008 wykładowca w Państwowej Wyższej Szkole Techniczno-Ekonomicznej im. ks. Bronisława Markiewicza w Jarosławiu.
Następnie związał się z administracją miasta Krakowa. W 2008 został wiceszefem Zakładu Infrastruktury Komunalnej i Transportu, a od stycznia 2011 kierował Wydziałem Inwestycji Urzędu Miejskiego. Z dniem 1 czerwca 2013 powrócił do pracy w ZIKiT jako dyrektor. Został dyrektorem Miejskiego Przedsiębiorstwa Energetyki Cieplnej i od 2016 prowadzi spółkę Trasa Łagiewnicka, budującą fragment obwodnicy miasta.
Odznaczony Krzyżem Kawalerskim Orderu Odrodzenia Polski (1997).